# Viminella furcata
Viminella furcata is een zachte koraalsoort uit de familie Ellisellidae. De koraalsoort komt uit het geslacht Viminella. Viminella furcata werd voor het eerst wetenschappelijk beschreven door Hickson. 